# 孟宪来
孟宪来（1946年—），汉族，中华人民共和国政治人物、第十一届全国政协委员。
加入中国共产党，担任中国地质学会常务副理事长、国土资源部咨询研究中心主任。2008年，当选第十一届全国政协委员，代表中国科学技术协会，分入第二十三组。并担任人口资源环境委员会专委。